# Unplugged (John-Corabi-Album)
Unplugged ist ein im November 2012 veröffentlichtes Soloalbum des US-amerikanischen Gitarristen und Sängers John Corabi. Für das Album nahm er nicht nur bekannte Titel der Bands, deren Mitglied er in der Vergangenheit war (The Scream, Mötley Crüe und Union), auf, sondern schrieb auch fünf neue Lieder, die die Songauswahl erweiterten.

## Entstehung
In der 22. Kalenderwoche 2011 teilte Corabi via Facebook mit, dass er die Aufnahmen für ein Soloalbum beendet habe. Im April 2012 veröffentlichte er eine CD-Single, die das Lied If I Never get to say Goodbye und eine Live-Version des Titels Father, Mother, Son enthielt, die beim letzten Konzert von The Scream aufgenommen worden war.
Im Oktober 2012 gab Rat Pak Records den Veröffentlichungstermin und die Titelliste für das Album bekannt, das als Bonustrack auch ein Interview mit dem Künstler enthalten soll. Als Gastmusiker wirkt auf dem Album Bruce Kulick mit, der 1998 mit Corabi die Band Union gegründet hatte. Er spielt bei den Titeln Hooligans Holiday und Man in the Moon Gitarre.
Neben den Neukompositionen If I Never get to say Goodbye, Are You Waiting?, Crash, If I had a Dime und Open Your Eyes sind folgende Lieder anderer Bands enthalten, deren Mitglied Corabi war: Father, Mother, Sun, Man in the Moon und I Never Loved her Anyway von The Scream, Hooligans Holiday und Loveshine von Mötley Crüe sowie Love (I Don’t Need it Anymore) und Everything’s Alright, von Union.

## Titelliste
- 3:50 – Love (I Don’t Need it Anymore) – (Corabi, Bruce Kulick, Curt Cuomo)
- 4:31 – If I Never get to say Goodbye – (Corabi, Gary Hannon)
- 3:38 – Are You Waiting? – (Corabi)
- 4:05 – Crash – (Corabi, Hannon)
- 5:13 – Everything’s Alright – (Corabi, Kulick, Jamie Hunting, Bob Marlette)
- 4:53 – Father, Mother, Son – (Corabi, John Alderete, Bruce Bouillete, Walt Woodward)
- 5:27 – Hooligans Holiday – (Corabi, Nikki Sixx, Mick Mars, Tommy Lee)
- 3:56 – If I had a Dime – (Corabi, Karkos)
- 2:35 – Loveshine – (Corabi, Sixx, Mars, Lee)
- 5:27 – Man in the Moon – (Corabi, Alderete, Bouillette, Woodward, Brown, Scott Travis)
- 4:19 – Open Your Eyes – (Corabi)
- 3:03 – I Never Loved her Anyway – (Corabi, Alderete, Bouillete, Woodward)